# وردیگریس (اکلاهما)
وردیگریس(به انگلیسی: Verdigris) شهری در ایالت اکلاهما کشور ایالات متحده آمریکا است که جمعیت آن در سرشماری سال ۲۰۱۰ میلادی، ۳٬۹۹۳ نفر بوده‌است.